# Geotrupes jakovlevi
Geotrupes jakovlevi är en skalbaggsart som beskrevs av Semenov 1891. Geotrupes jakovlevi ingår i släktet Geotrupes och familjen tordyvlar. Inga underarter finns listade i Catalogue of Life.